# Minna
Minna è una città della Nigeria, capoluogo dello stato del Niger. La città aveva 304.113 abitanti nel 2007 è anche la sede dell'area di governo locale di Chanchaga.

## Società

### Religione
Minna è una città in maggioranza islamica. A Minna ci sono molte moschee e organizzazioni islamiche.
La città è anche sede vescovile cattolica.

## Economia
Cotone, mais e zenzero sono i principali prodotti agricoli della città. Nel territorio è presente anche l'allevamento di bestiame, produzione di birra, noci di karité. Per l'industria: lavorazione dei metalli, tessitura ed estrazione dell'oro.

## Infrastrutture e trasporti
Minna è collegata alla capitale Abuja che dista 150 km dalla città sia con la strada che con la ferrovia; inoltre Minna è collegata tramite la ferrovia alle città di Kano, Ibadan, Lagos e Illori. La città possiede un aeroporto, l'aeroporto di Minna.